# Princidium punctulatum
Princidium punctulatum é uma espécie de insetos coleópteros pertencente à família Carabidae.
A autoridade científica da espécie é Drapiez, tendo sido descrita no ano de 1821.
Trata-se de uma espécie presente no território português.